# Clallam Bay (Washington)
Clallam Bay es un área no incorporada ubicado en el condado de Clallam en el estado estadounidense de Washington.

## Geografía
Clallam Bay se encuentra ubicado en las coordenadas 48°15′17″N 124°15′30″O / 48.25472, -124.25833.